# Daniel Santos
Daniel Doroteo de los Santos Betancourt (San Juan, 6 de junio de 1916-Ocala, Florida, 27 de noviembre de 1992), más conocido artísticamente como Daniel Santos, fue un cantautor, músico y director de orquesta puertorriqueñoestadounidense, considerado como uno de los grandes intérpretes de géneros tropicales como guaracha, guajira, mambo, salsa, bomba y plena. Se le conocía como el Jefe y el Inquieto Anacobero.

## Biografía
Daniel nació en Santurce, barrio de San Juan, Puerto Rico el 6 de junio de 1916. Era hijo de dos humildes trabajadoresː Rosendo de los Santos y María Betancour. Tenía 3 hermanas.
Siendo un niño aún se dedicó a ser limpiabotas, y en 1927 se trasladó con su familia a Brooklyn.

### Inicios
En 1930, con 14 años, se unió al Trío Lírico, luego de que lo oyeran cantar en las calles, donde trabaja en varios oficios. Debutó con el trío el 14 de septiembre, actuando en el bar Los Chilenos.
En 1938, mientras trabajaba en un casino en Manhattan, cantó el tema Amor perdido sin saber que su compositor, Pedro Flores, estaba entre el público. A Flores le encantó la interpretación e invitó a Daniel a unirse a su grupo "El Cuarteto Flores".

### Servicio militar
En 1941, los puertorriqueños fueron enviados por el ejército de Estados Unidos a la Segunda Guerra Mundial. Entonces Daniel grabó uno de sus grandes éxitos: "Despedida", la cual fue compuesta por Pedro Flores donde cuenta la historia de un recluta firme que tuvo que dejar a su novia y a su madre enferma. La misma canción fue prohibida en la radio excepto en discos gramofónicos, discos de vinilo, discos de acetato y discos de LP ya que creaba conciencia en la ciudadanía y a los muchos no quisieron participar en el conflicto bélico, con la incertidumbre de su retorno.[cita requerida] Daniel sufrió el mismo drama que el joven de la canción al saber que fue reclutado firme.
| «La guerra fue una triste realidad, no solo para los miles de puertorriqueños que partieron sin destino, sin saber si jamás volverían a ver su tierra, sino también para aquellos que recuerdan la eterna despedida de los soldados que murieron en nombre de la democracia. Dice Don Pedro que durante la Segunda Guerra Mundial la canción Despedida, fue prohibida, por que causaba tal conmoción que los jóvenes se negaban a marchar al frente de batalla.» Pedro Flores, extracto de «Despedida» que disuadió a los demás puertorriqueños de unirse a las filas para la Segunda Guerra Mundial. |

Después de la guerra, él se hizo partidario del Partido Nacionalista de Puerto Rico de Don Pedro Albizu Campos, que propugnaba por la independencia de Puerto Rico de los norteamericanos. Incluso grabó junto a Pedro Ortiz Dávila "Davilita" un disco de corte nacionalista con temas como Patriotas, La lucha por la independencia de Puerto Rico y Yanki, go home en la orquesta Patriotas de Puerto Rico en el LP Los Patriotas junto a Davilita Pedro Ortíz Dávila presenta el LP: “Los Patriotas” (50), lleno de canciones nacionalistas, independentistas y de carácter social.[cita requerida]
Hizo 12 canciones de “Los Patriotas”, y entre estas sobresalen:
- Soldados de la Patria.
- Ayúdame Boricua.
- Mi Patria es mi vida.
- Protesto.
- Mi credo.
- Yankee Go Home, o fuera Yankee. (50).

Es esta la canción insignia del disco de larga duración (compuesta por Daniel Santos, a la par de cinco más del álbum) la cual contiene un lenguaje duro contra los yankees, considerados invasores de Puerto Rico.
Este tipo de actitudes le acarrearía problemas con el FBI y el Departamento de Estado de los Estados Unidos.

### La Sonora Matancera
Luego de su LP nacionalista, independentista y social nacional en la batalla por la liberación de Puerto Rico, Daniel Santos fue perseguido por sus ideales y sale de su natal Puerto Rico luego de pasar una depresión muy fuerte, se unió a la Sonora Matancera realizando grabaciones con este conjunto entre 1948 y 1953, actuando en 2 películas: El ángel caído (1948) y Ritmos del Caribe (1950), haciéndola famosa a nivel mundial. Con La Sonora ganó mucha fama y fortuna, a la vez que exhibió una vida desordenada envuelta en placeres, licor y prostitutas. Tuvo 12 hijos con distintas mujeres y además estuvo encarcelado en Cuba, Ecuador y República Dominicana acusado a veces de posesión de marihuana (se dice que tenía receta médica para consumir este producto).[cita requerida]
En la década de 1950 fue vocalista del grupo Los Jóvenes del Cayo. También compuso la canción Sierra Maestra, la cual fue adoptada por Fidel Castro como himno de su movimiento.[cita requerida]
En un programa de televisión, Santos contó una anécdota: en una ocasión había tratado de suicidarse. Quería imitar a la poeta argentina Alfonsina Storni, quien entró caminando en el mar hasta ahogarse, como se describe en la canción "Alfonsina y el mar". Pero cuando Santos sintió que no podía respirar se arrepintió y salió corriendo del agua.

### Años 1960
Durante los años 1960, su música se hizo muy popular en todo el Caribe. Fue tanta su popularidad en Medellín, que tanto él como Orlando Contreras fueron proclamados Los jefes por los clientes de los bares del centro de esa ciudad.[cita requerida]
Durante sus últimos años de vida realizó algunas giras por América Latina y grabó con Johnny Pacheco y el Conjunto Clásico.
Cantó junto a Héctor Lavoe la canción «Joven contra viejo».

### Últimos años
Murió en su rancho de Ocala, Florida, el 27 de noviembre de 1992 y fue enterrado en el cementerio de Santa María Magdalena de Pazzis en el Viejo San Juan, cerca de las tumbas del compositor Pedro Flores y del caudillo nacionalista Pedro Albizu Campos. Su tumba fue abierta en 2001 para enterrar al también cantante Yayo el Indio.

### Centenario de su nacimiento
Un año antes del centenario de su nacimiento, en febrero de 2015, se hizo un musical titulado El Inquieto Anacobero, dirigido por Federico Pacanins, el que fue estrenado en el centro cultural B.O.D. CorpBanca, en Caracas. La obra fue protagonizada por Juan Manuel Blanco en el papel de Santos, y contó con las actuaciones de Mirna Ríos, Jesús Pérez Larez, Cesar Bencid, Ana Melo, Rolando Padilla, Daniel Jiménez y Fabiola Arace.
En febrero de 2016 se cumplió el centenario de su nacimiento y se celebró con una serie de eventos y festejos en Puerto Rico, América Latina, Brasil, América Central insular y España. El Gobierno Municipal de San Juan elaboró una exposición en honor al Centenario de su natalicio.
Además, se hizo un recital musical titulado 100 años con Daniel Santos, el que fue realizado en el Viejo San Juan. El cual contó con la periodista puertorriqueña Delvis Griselle Ortiz como enlace con los medios y fue protagonizado por el actor y cantante puertorriqueño Ramón Saldaña.

## Legado
Su particular estilo de interpretación influyó en cantantes como Charlie Figueroa, Tito Cortés y Tony del Mar.
En 1976, el escritor venezolano Salvador Garmendia publicó el relato El Inquieto Anacobero, que desató un escándalo en su país por parte del bloque de prensa venezolano, que denunció el cuento por el uso de palabras obscenas. Hoy en día se considera que este relato es uno de los mejores del escritor, y suele aparecer en las antologías. Su vida ha sido inspiración de varias obras literarias incluyendo Mi Vida Entera (2020) escrita por Danilú Santos-Price, hija del artista.
También en 1982 se publicó en Venezuela el libro, El inquieto anacobero. Confesiones de Daniel Santos a Héctor Mujica, La importancia de este libro es que Héctor Mujica “legó una visión de Santos más humana, solidaria y hasta militante de un independentista de carne y hueso”, mostrando a Daniel tal como era hasta ese año de vida.